# 美祢郡
- 令制国一覧 > 山陽道 > 長門国 > 美祢郡
- 日本 > 中国地方 > 山口県 > 美祢郡

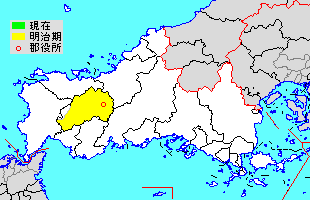
山口県美祢郡の位置

美祢郡（みねぐん）は、山口県（長門国）にあった郡。

## 郡域
1879年（明治12年）に行政区画として発足した当時の郡域は、美祢市の大部分（豊田前町各町を除く）にあたる。

## 歴史

### 近世以降の沿革
- 明治初年時点では全域が周防山口藩領であった。「旧高旧領取調帳」に記載されている明治初年時点での支配は以下の通り。（25村）

大田村、長登村、綾木村、長田村、真名村、岩永本郷村、岩永下郷村、秋吉村、嘉万上郷村、嘉万下郷村、青景村、赤村、絵堂村、厚保原村、厚保本郷村、厚保川東村、山中村、伊佐村、河原村、大嶺東分村、大嶺西分村、大嶺奥分村、大嶺北分村、於福上村、於福下村
- 明治4年7月14日（1871年8月29日） - 廃藩置県により山口県の管轄となる。
- 明治12年（1879年）1月6日 - 郡区町村編制法の山口県での施行により行政区画としての美祢郡が発足。郡役所が大田村に設置。

### 町村制以降の沿革

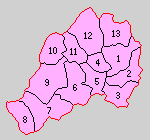
1.大田村 2.綾木村 3.真長田村 4.秋吉村 5.岩永村 6.伊佐村 7.東厚保村 8.西厚保村 9.大嶺村 10.於福村 11.別府村 12.共和村 13.赤郷村（桃：美祢市）

- 明治22年（1889年）4月1日 - 町村制の施行により、下記の各村が発足。全域が現・美祢市。（13村）
  - 大田村 ← 大田村、長登村
  - 綾木村（単独村制）
  - 真長田村 ← 真名村、長田村
  - 秋吉村（単独村制）
  - 岩永村 ← 岩永本郷村、岩永下郷村
  - 伊佐村 ← 伊佐村、河原村
  - 東厚保村 ← 厚保川東村、山中村
  - 西厚保村 ← 厚保原村、厚保本郷村
  - 大嶺村 ← 大嶺西分村、大嶺奥分村、大嶺東分村、大嶺北分村
  - 於福村 ← 於福下村、於福上村
  - 別府村（嘉万下郷村が単独村制）
  - 共和村 ← 嘉万上郷村、青景村
  - 赤郷村 ← 絵堂村、赤村
- 明治29年（1896年）9月1日 - 郡制を施行。
- 大正12年（1923年）
  - 4月1日 - 郡会が廃止。郡役所は存続。
  - 8月1日 - 大田村が町制施行して大田町となる。（1町12村）
- 大正13年（1924年）1月1日 - 伊佐村が町制施行して伊佐町となる。（2町11村）
- 大正15年（1926年）7月1日 - 郡役所が廃止。以降は地域区分名称となる。
- 昭和14年（1939年）5月1日 - 大嶺村が町制施行して大嶺町となる。（3町10村）
- 昭和29年（1954年）
  - 3月31日 - 大嶺町・伊佐町・於福村・東厚保村・西厚保村が豊浦郡豊田前町と合併して美祢市が発足し、郡より離脱。（1町7村）
  - 10月1日 - 大田町・綾木村・真長田村・赤郷村が合併して美東町が発足。（1町4村）
- 昭和30年（1955年）4月1日 - 秋吉村・岩永村・別府村・共和村が合併して秋芳町が発足。（2町）
- 平成20年（2008年）3月21日 - 美東町・秋芳町が美祢市と合併し、改めて美祢市が発足。同日美祢郡消滅。

### 変遷表
| 明治22年以前 | 明治22年 4月1日 町村制施行 | 明治22年 - 昭和19年        | 昭和20年 - 昭和64年    | 平成元年 - 現在        | 現在   |
| ------------ | -------------------------- | -------------------------- | ---------------------- | ---------------------- | ------ |
| 大田村       | 大田村                     | 大正12年8月1日 町制 大田町 | 昭和29年10月1日 美東町 | 平成20年3月21日 美祢市 | 美祢市 |
| 長登村       | 大田村                     | 大正12年8月1日 町制 大田町 | 昭和29年10月1日 美東町 | 平成20年3月21日 美祢市 | 美祢市 |
| 絵堂村       | 赤郷村                     | 赤郷村                     | 昭和29年10月1日 美東町 | 平成20年3月21日 美祢市 | 美祢市 |
| 赤村         | 赤郷村                     | 赤郷村                     | 昭和29年10月1日 美東町 | 平成20年3月21日 美祢市 | 美祢市 |
| 綾木村       | 綾木村                     | 綾木村                     | 昭和29年10月1日 美東町 | 平成20年3月21日 美祢市 | 美祢市 |
| 真名村       | 真長田村                   | 真長田村                   | 昭和29年10月1日 美東町 | 平成20年3月21日 美祢市 | 美祢市 |
| 長田村       | 真長田村                   | 真長田村                   | 昭和29年10月1日 美東町 | 平成20年3月21日 美祢市 | 美祢市 |
| 秋吉村       | 秋吉村                     | 秋吉村                     | 昭和30年4月1日 秋芳町  | 平成20年3月21日 美祢市 | 美祢市 |
| 岩永本郷村   | 岩永村                     | 岩永村                     | 昭和30年4月1日 秋芳町  | 平成20年3月21日 美祢市 | 美祢市 |
| 岩永下郷村   | 岩永村                     | 岩永村                     | 昭和30年4月1日 秋芳町  | 平成20年3月21日 美祢市 | 美祢市 |
| 嘉万下郷村   | 別府村                     | 別府村                     | 昭和30年4月1日 秋芳町  | 平成20年3月21日 美祢市 | 美祢市 |
| 嘉万上郷村   | 共和村                     | 共和村                     | 昭和30年4月1日 秋芳町  | 平成20年3月21日 美祢市 | 美祢市 |
| 青景村       | 共和村                     | 共和村                     | 昭和30年4月1日 秋芳町  | 平成20年3月21日 美祢市 | 美祢市 |
| 大嶺西分村   | 大嶺村                     | 昭和14年5月1日 町制 大嶺町 | 昭和29年3月31日 美祢市 | 平成20年3月21日 美祢市 | 美祢市 |
| 大嶺奥分村   | 大嶺村                     | 昭和14年5月1日 町制 大嶺町 | 昭和29年3月31日 美祢市 | 平成20年3月21日 美祢市 | 美祢市 |
| 大嶺東分村   | 大嶺村                     | 昭和14年5月1日 町制 大嶺町 | 昭和29年3月31日 美祢市 | 平成20年3月21日 美祢市 | 美祢市 |
| 大嶺北分村   | 大嶺村                     | 昭和14年5月1日 町制 大嶺町 | 昭和29年3月31日 美祢市 | 平成20年3月21日 美祢市 | 美祢市 |
| 伊佐村       | 伊佐村                     | 大正13年1月1日 町制 伊佐町 | 昭和29年3月31日 美祢市 | 平成20年3月21日 美祢市 | 美祢市 |
| 河原村       | 伊佐村                     | 大正13年1月1日 町制 伊佐町 | 昭和29年3月31日 美祢市 | 平成20年3月21日 美祢市 | 美祢市 |
| 厚保川東村   | 東厚保村                   | 東厚保村                   | 昭和29年3月31日 美祢市 | 平成20年3月21日 美祢市 | 美祢市 |
| 山中村       | 東厚保村                   | 東厚保村                   | 昭和29年3月31日 美祢市 | 平成20年3月21日 美祢市 | 美祢市 |
| 厚保原村     | 西厚保村                   | 西厚保村                   | 昭和29年3月31日 美祢市 | 平成20年3月21日 美祢市 | 美祢市 |
| 厚保本郷村   | 西厚保村                   | 西厚保村                   | 昭和29年3月31日 美祢市 | 平成20年3月21日 美祢市 | 美祢市 |
| 於福下村     | 於福村                     | 於福村                     | 昭和29年3月31日 美祢市 | 平成20年3月21日 美祢市 | 美祢市 |
| 於福上村     | 於福村                     | 於福村                     | 昭和29年3月31日 美祢市 | 平成20年3月21日 美祢市 | 美祢市 |

## 行政
歴代郡長
| 代 | 氏名 | 就任年月日               | 退任年月日                | 備考                   |
| -- | ---- | ------------------------ | ------------------------- | ---------------------- |
| 1  |      | 明治12年（1879年）1月6日 |                           |                        |
|    |      |                          | 大正15年（1926年）6月30日 | 郡役所廃止により、廃官 |